# Kirchenfabrik (Luxemburg)
Die Kirchenfabrik war bis 2018 eine besondere Rechtsform im Großherzogtum Luxemburg und regelte das Verhältnis zwischen Staat und Römisch-katholischer Kirche.

## Aufgabe
Anders als privatrechtliche Vereinigungen ohne Gewinnzweck nach Luxemburger Recht, wie etwa die oft anzutreffenden Oeuvres paroissiales, gelten in Luxemburg Pfarreien nicht als juristische Person. Demnach können sie nicht an Rechtsakten teilnehmen, um ihr Vermögen zu verwalten, Ausgaben zu tätigen oder Einnahmen zu verbuchen. Für jede Kirche oder Pfarrei wurde daher eine eigene Kirchenfabrik gegründet, die für das Finanzgebaren zuständig ist. Dabei verbleibt die Immobilie des Kirchengebäudes und eventuell vorhandene Grundstücke bei der Zivilgemeinde. Zu jeder Kirchenfabrik gehört ein Rat, dem der Pfarrer und der Bürgermeister der Gemeinde angehören, auf deren Territorium sich die Pfarrei befindet. Ursprüngliche Intention dabei war, dass über dieses duale System die Zivilgesellschaft der Pfarrei vor Ort über den materiellen Kirchenbesitz ein Mitspracherecht bekam.
Im Sommer 2016 existierten in Luxemburg 285 Kirchenfabriken, die für die rund 500 Kirchen und Kapellen im Land zuständig sind.

## Historie
Die Gesetzgebung zur Kirchenfabrik geht zurück auf ein Décret impérial von Napoleon aus dem Jahr 1809 in Frankreich, das die Zusammensetzung und die Funktionsweise dieser fabriques bis ins Detail regelt. 1794 wurde das Herzogtum Luxemburg durch Truppen der Französischen Revolution besetzt und bildete von 1795 bis 1814 als Département Forêts („Wälder“) einen Teil der Französischen Republik und später des Französischen Kaiserreichs (→ Geschichte Luxemburgs).
Konkret wurde bestimmt, dass der Staat die Besoldung des Klerus sowie den Unterhalt der Kultgebäude (Kirchen, Klöster etc.) übernimmt und die Verwaltung dieses Besitzes von den jeweiligen Kirchenfabriken geleistet wird. Als 1815 das Großherzogtum Luxemburg entstand, blieb das Dekret in Kraft und wurde in die Gesetzgebung des Landes übernommen. Im Zuge der Neuregelung des Verhältnisses von Kirche und Staat 2015 strebt Innenminister Dan Kersch für 2017 eine Überführung der Kirchenfabriken in einen nationalen Fonds an.
Am 17. Januar 2018 wurde vom Luxemburger Parlament mit den Stimmen der Mehrheitsparteien und von Déi Lénk der Gesetzentwurf 7037 zur Abschaffung der Kirchenfabriken verabschiedet. Die Vertreter der CSV und der ADR stimmten dagegen. Das Vermögen der Kirchenfabriken und die Kirchengebäude werden in den geplanten neuen Kirchenfonds überführt, der ebenfalls durch das neue Gesetz geschaffen wird. Der Fonds wird zukünftig vom Bistum dezentral verwaltet. In drei Anhängen zum Gesetz werden die Besitzverhältnisse der Sakralbauten geregelt. Das Gesetz wird drei Monate nach der Veröffentlichung im Amtsblatt in Kraft treten.

## Kritik
Entsteht in einer Kirchenfabrik ein Defizit, etwa durch notwendige Renovierungsarbeiten am Kirchengebäude, geht diese zu Lasten der jeweiligen Gemeinde beziehungsweise des Staates. 2015 waren dies landesweit rund 14 Millionen Euro. Außerdem sind die Besitzverhältnisse an der jeweiligen Kirche häufig nicht klar. Die Neuordnung des vielfach kritisierten Verhältnisses von Kirche und Staat war in einer Konvention vom Januar 2015 vereinbart worden. In dem von Kersch angestrebten Fonds soll das Einzeleigentum der Luxemburger Kirchenfabriken in ein einziges übertragen werden. Die Kirchengemeinden sehen dies jedoch als Enteignung an und drohen mit Klagen auch auf europäischer Ebene. Die Reform bedrohe, auch auf Grund der finanziellen Auswirkungen, die freie Religionsausübung, so die Kritiker. Befürworter sehen hingegen die katholische Kirche und das Erzbistum endlich in der Pflicht, ihrer finanziellen Verpflichtung nachzukommen und die Gemeinden zu entlasten.
Der zu schaffende Fonds de la gestion des édifices religieux du culte catholique wird einen Verwaltungsrat haben, dessen Mitglieder vom Erzbischof benannt werden.